# Meinolf Mertens
Meinolf Mertens (ur. 4 czerwca 1923 w Bönkhausen, dziś część Sundern, zm. 14 maja 2009 tamże) – niemiecki polityk, samorządowiec i rolnik, poseł do Parlamentu Europejskiego I i II kadencji.

## Życiorys
W 1942 zdał egzamin maturalny, następnie do 1945 walczył w II wojnie światowej. Później uczył się w rolniczej szkole zawodowej, gdzie zdał państwowy egzamin. Zasiadł w Izbie Rolniczej regionu Westfalia-Lippe.
W 1952 zaangażował się w działalność polityczną w ramach Unii Chrześcijańsko-Demokratycznej, został wiceprzewodniczącym partyjnego komitetu ds. rolnictwa w Westfalii-Lippe. Od 1962 był wiceszefem CDU w powiecie Andern, a od 1973 w Sundern. Od 1956 zasiadał w radzie w Andern, a później do 1984 w radzie powiatu Hochsauerland (gdzie został wicestarostą). W latach 1966–1980 pozostawał członkiem landtagu Nadrenii Północnej-Westfalii trzech kadencji. W 1979 i 1984 uzyskiwał mandat posła do Parlamentu Europejskiego I i II kadencji. Przystąpił do Europejskiej Partii Ludowej, należał m.in. do Komisji ds. Rolnictwa, Rybołówstwa i Rozwoju Wsi, Komisji ds. Środowiska Naturalnego, Zdrowia Publicznego i Ochrony Konsumentów oraz Delegacji ds. stosunków z państwami Ameryki Południowej.
Dwukrotnie odznaczony Orderem Zasługi Republiki Federalnej Niemiec: Krzyżem Zasługi na Wstędze (1973) i Krzyżem Zasługi I Klasy (1981).